# Wilhelm Moberg (advokat)
Wilhelm Reinhold Moberg, född den 19 november 1898 i Malmö, död den 23 december 1977 i Stockholm, var en svensk jurist. Han var son till Ludvig Moberg och far till Sven Moberg.
Moberg avlade studentexamen i Stockholm 1917 och juris kandidatexamen vid Stockholms högskola 1922. Han genomförde tingstjänstgöring vid Gudhems och Kåkinds domsaga i Skövde 1922–1924 och tjänstgjorde på advokat- och bankkontor i London 1925. Moberg var anställd på en advokatbyrå i Stockholm 1925–1931 och bedrev egen advokatverksamhet i samma stad 1931–1972. Han blev ledamot av Sveriges advokatsamfund 1927.